# Americamysis bahia
Americamysis bahia är en kräftdjursart som först beskrevs av Molenock 1969.  Americamysis bahia ingår i släktet Americamysis och familjen Mysidae. Inga underarter finns listade i Catalogue of Life.